# Abadía de Jouarre
La abadía de Nuestra Señora de Jouarre (en francés: abbaye Notre-Dame de Jouarre) es una abadía benedictina situada en la comuna de Jouarre en el departamento de Sena y Marne, en la Isla de Francia. Actualmente está ocupada por una comunidad de monjas benedictinas. Fue objeto de protección como monumento histórico por la lista de 1840.

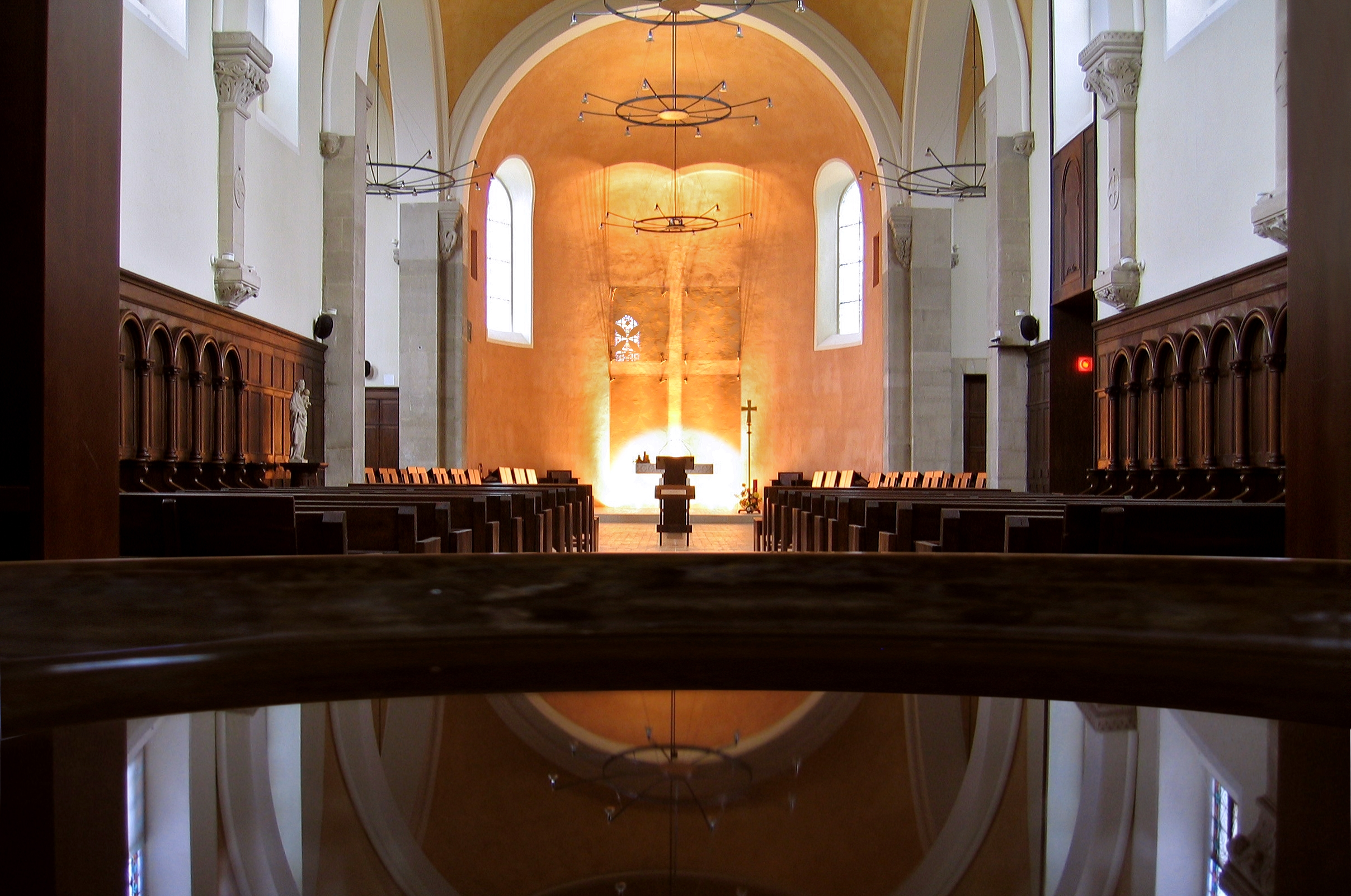
Iglesia de la Abadía de Jouarre

## Historia

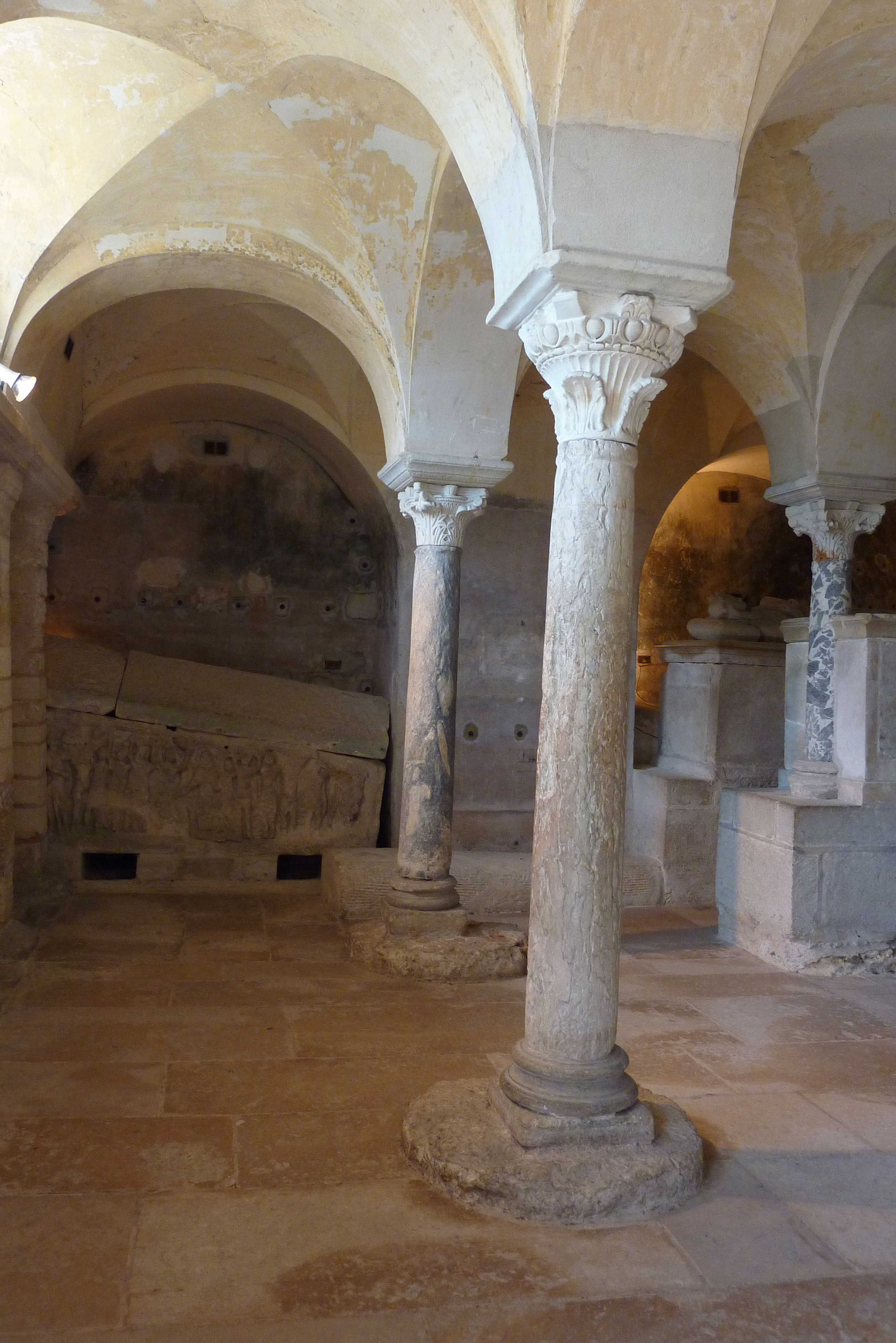
Cripta y sarcófagos

La fundación merovingia de la abadesa Teodochilda o Telchilda tuvo lugar según la tradición, en el año 630, inspirada por la visita de san Columbano, el monje viajero irlandés que inspiró la construcción de instituciones monásticas a principios del siglo VII. Como parte de su herencia celta, Jouarre fue establecido como un monasterio dúplice, esto es, una comunidad de monjes y monjas, ambos bajo el gobierno de la abadesa, quien en 1225 obtuvo inmunidad de interferencias por el obispo de Meaux, respondiendo sólo ante el papa.
La cripta merovingia (prerrománica) bajo la iglesia abacial románica contiene una serie de enterramientos en sarcófagos, especialmente la del hermano de Teodochilda, Agilberto (m. 680), tallada con una escena del Viejo Testamento y Cristo en Majestad, puntos destacados de la arquitectura prerrománica. A mediados del siglo IX la abadá adquirió las reliquias de San Potenciano; Las reliquias reunidas en Jouarre atrajo a peregrinos. La reputación de la casa era tan alta que recibió una visita del papa Inocencio II en 1131 y fue capaz de albergar un sínodo en 1133. El sometimiento de la abadesa al obispo de Meaux no llegó hasta que Bossuet desempeñó el puesto en 1690.
La abadía es un importante centro de peregrinación. Se construyó una ciudad fortificada alrededor de ella y esto dio lugar al nacimiento de la actual ciudad de Jouarre.
En la época de la noche de San Bartolomé (1572), la abadesa Carlota de Borbón (1547–1582) se convirtió al protestantismo y escapó de la abadía en un carro de heno, y huyó a Alemania. Se casó con Guillermo I de Orange-Nassau.
Los actuales edificios del monasterio, de nuevo ocupado por monjas benedictinas, datan del siglo XVIII; destaca su tradicional jardín de frutas y hortalizas (potager).

## Las abadesas
(lista incompleta)
- Telchilde (630-680)
- Santa Agilberta, segunda abadesa de Jouarre
- Hersenda (Hersende)[3]
- Jeanne de Montpensier (1541 † 1620), hija de Luis III de Montpensier
- Carlota de Borbón, hija de Luis III de Montpensier
- Jeanne de Guise (1586 † 1638), hija de Enrique I de Guisa
- Henriette de Lorraine (1631–1693), hija de Claudio de Lorena, duque de Chevreuse
- Anne-Therese de Rohan (1684–1738) hija de Charles de Rohan, Príncipe de Soubise

## Enterramientos
- San Agilberto
- Theodechildis (hermana de Agilberto), quien fue abadesa

## Fundaciones
- Abadía de Regina Laudis (Connecticut)